# Hémimorphisme

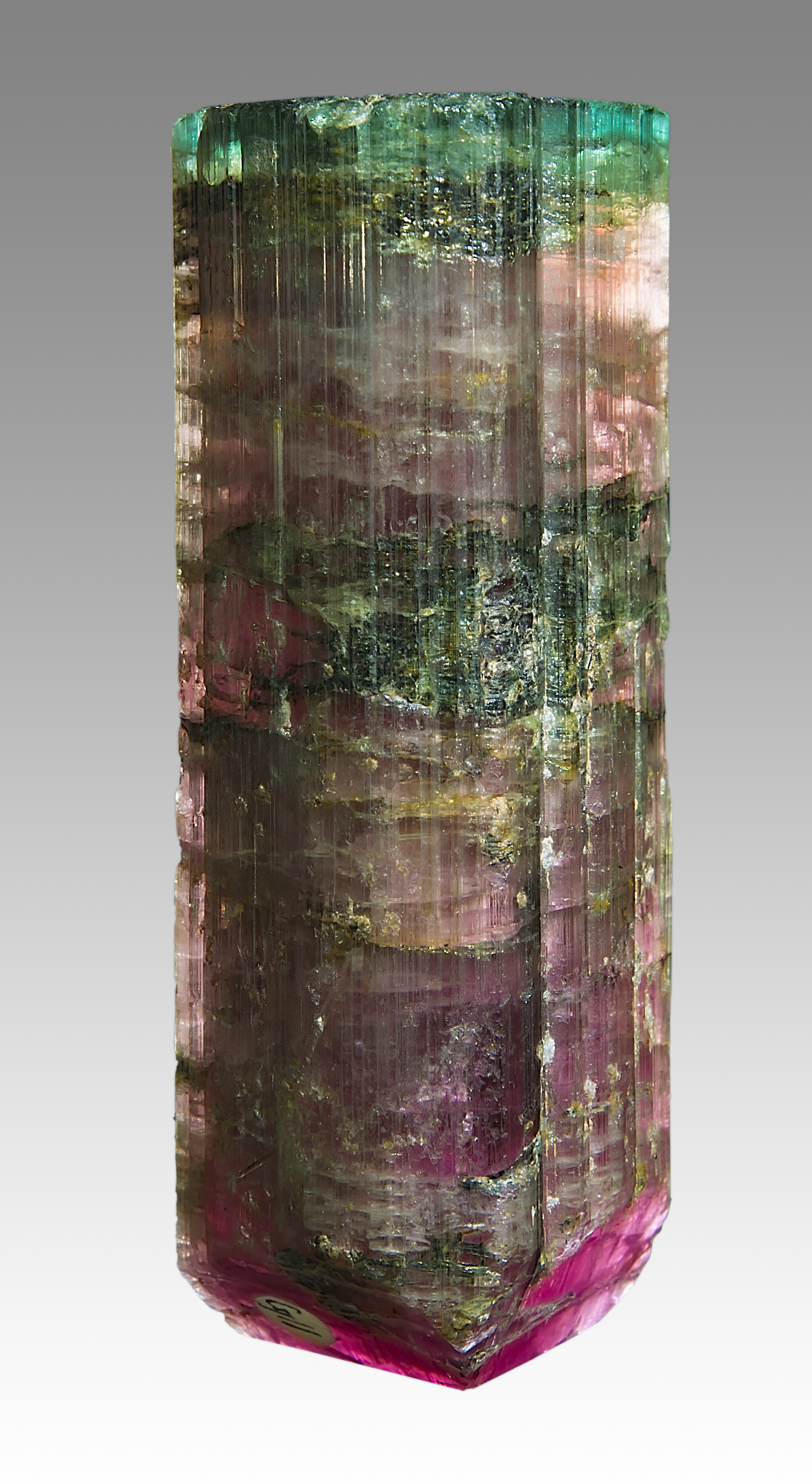
Cristal d'elbaïte présentant un hémimorphisme marqué.

L'hémimorphisme est la propriété de certains cristaux présentant des extrémités de formes différentes. Il est souvent observé chez les tourmalines par exemple.

## Hémimorphisme et symétrie
L'hémimorphisme se rencontre dans les cristaux dont le groupe ponctuel de symétrie est une hémiédrie du groupe ponctuel de son réseau de Bravais (c'est-à-dire qu'il n'en possède que la moitié des opérations de symétrie), donnant lieu à un axe de symétrie dont les extrémités ne sont pas équivalentes.
Par exemple, dans le système cristallin orthorhombique, le groupe ponctuel de symétrie maximale, appelé holoédrie, est  2/m2/m2/m, contenant comme opérations de symétrie l'identité, une inversion, trois réflexions et trois rotations : il correspond à la symétrie du réseau lorsqu'on ne tient pas compte des atomes dans la maille du cristal. Du fait de l'arrangement des atomes, le cristal peut cependant posséder une symétrie inférieure à l'holoédrie. C'est le cas de l'hémimorphite : son groupe ponctuel de symétrie est mm2, contenant l'identité, deux réflexions et une rotation. L'ordre du groupe mm2 est 4 et celui du groupe 2/m2/m2/m est 8 : mm2 est une hémiédrie.

## Minéraux hémimorphiques

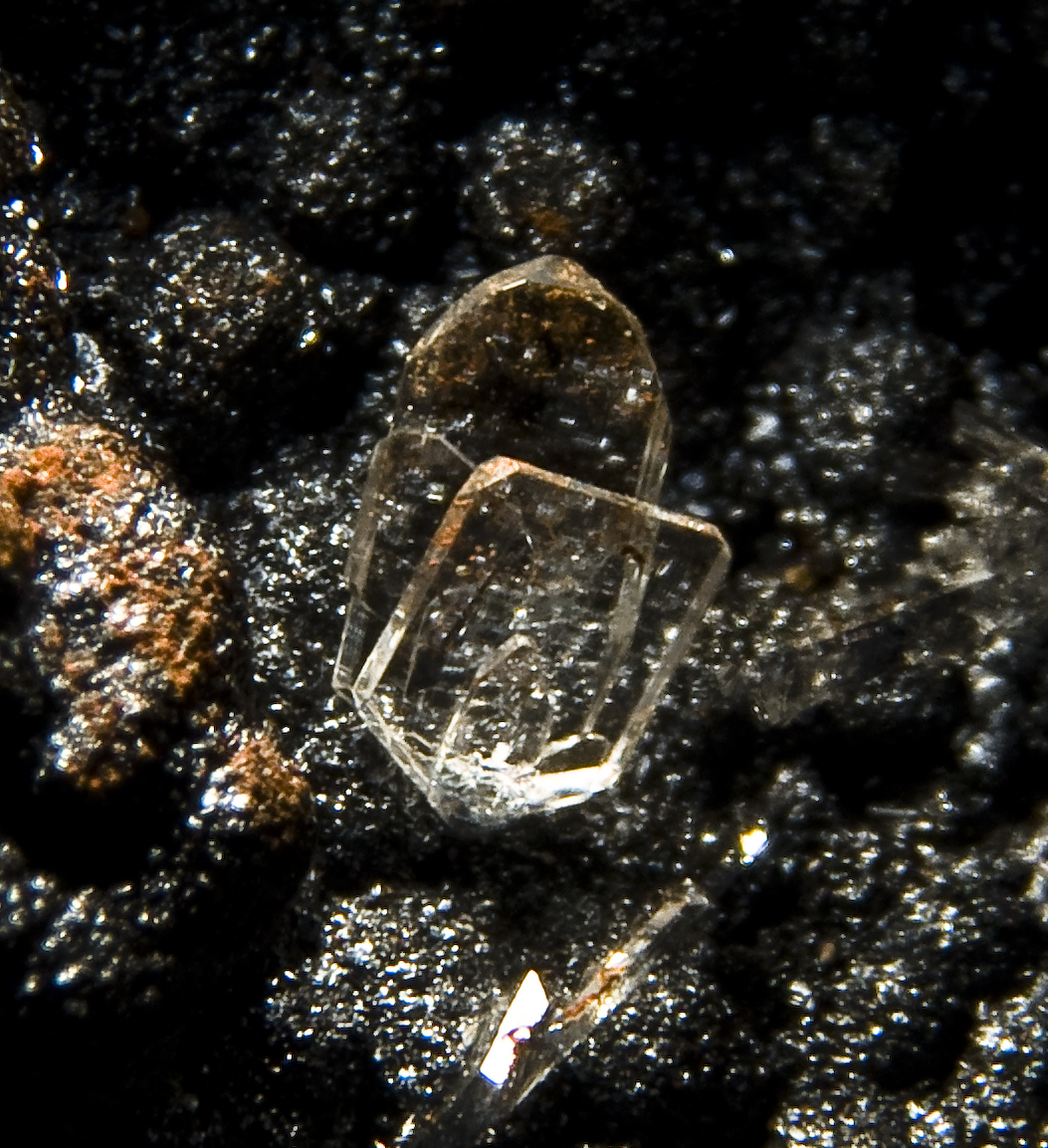
Hémimorphite montrant l'hémimorphie du cristal au premier plan - Ojuela Mexique (XX1mm)

| Parmi les minéraux présentant un hémimorphisme, on peut citer : - le groupe des tourmalines ; - l'éwaldite ; - l'hémimorphite ; - la junitoite ; - la wurtzite. |